# Grand Prix Hiszpanii 2022
Grand Prix Hiszpanii 2022, oficjalnie Formula 1 Aramco Gran Premio de España 2022 – szósta runda Mistrzostw Świata Formuły 1 w sezonie 2022. Grand Prix odbyło się w dniach 20–22 maja 2022 na torze Circuit de Barcelona-Catalunya w Montmeló. Wyścig wygrał Max Verstappen (Red Bull), a na podium kolejno stanęli Sergio Pérez (Red Bull) oraz George Russell (Mercedes). Po starcie z pole position Charles Leclerc (Ferrari) nie ukończył wyścigu.

## Lista startowa
Na niebieskim tle kierowcy biorący udział jedynie w piątkowych treningach.
| Nr          | Kierowca         | Zespół                                         | Samochód                          | Silnik                      | Opony |
| ----------- | ---------------- | ---------------------------------------------- | --------------------------------- | --------------------------- | ----- |
| 1           | Max Verstappen   | Oracle Red Bull Racing                         | Red Bull RB18                     | Red Bull RBPTH001 1,6 V6T   | P     |
| 3           | Daniel Ricciardo | McLaren F1 Team                                | McLaren MCL36                     | Mercedes-AMG F1 M13 1,6 V6T | P     |
| 4           | Lando Norris     | McLaren F1 Team                                | McLaren MCL36                     | Mercedes-AMG F1 M13 1,6 V6T | P     |
| 5           | Sebastian Vettel | Aston Martin Aramco Cognizant Formula One Team | Aston Martin AMR22                | Mercedes-AMG F1 M13 1,6 V6T | P     |
| 6           | Nicholas Latifi  | Williams Racing                                | Williams FW44                     | Mercedes-AMG F1 M13 1,6 V6T | P     |
| 10          | Pierre Gasly     | Scuderia AlphaTauri                            | AlphaTauri AT03                   | Red Bull RBPTH001 1,6 V6T   | P     |
| 11          | Sergio Pérez     | Oracle Red Bull Racing                         | Red Bull RB18                     | Red Bull RBPTH001 1,6 V6T   | P     |
| 14          | Fernando Alonso  | BWT Alpine F1 Team                             | Alpine A522                       | Renault E-Tech RE22 1,6 V6T | P     |
| 16          | Charles Leclerc  | Scuderia Ferrari                               | Ferrari F1-75                     | Ferrari 066/7 1,6 V6T       | P     |
| 18          | Lance Stroll     | Aston Martin Aramco Cognizant Formula One Team | Aston Martin AMR22                | Mercedes-AMG F1 M13 1,6 V6T | P     |
| 20          | Kevin Magnussen  | Haas F1 Team                                   | Haas VF-22                        | Ferrari 066/7 1,6 V6T       | P     |
| 22          | Yūki Tsunoda     | Scuderia AlphaTauri                            | AlphaTauri AT03                   | Red Bull RBPTH001 1,6 V6T   | P     |
| 23          | Alexander Albon  | Williams Racing                                | Williams FW44                     | Mercedes-AMG F1 M13 1,6 V6T | P     |
| 24          | Zhou Guanyu      | Alfa Romeo F1 Team ORLEN                       | Alfa Romeo C42                    | Ferrari 066/7 1,6 V6T       | P     |
| 31          | Esteban Ocon     | BWT Alpine F1 Team                             | Alpine A522                       | Renault E-Tech RE22 1,6 V6T | P     |
| 36          | Jüri Vips        | Oracle Red Bull Racing                         | Red Bull RB18                     | Red Bull RBPTH001 1,6 V6T   | P     |
| 44          | Lewis Hamilton   | Mercedes-AMG Petronas Formula One Team         | Mercedes-AMG F1 W13 E Performance | Mercedes-AMG F1 M13 1,6 V6T | P     |
| 45          | Nyck de Vries    | Williams Racing                                | Williams FW44                     | Mercedes-AMG F1 M13 1,6 V6T | P     |
| 47          | Mick Schumacher  | Haas F1 Team                                   | Haas VF-22                        | Ferrari 066/7 1,6 V6T       | P     |
| 55          | Carlos Sainz Jr. | Scuderia Ferrari                               | Ferrari F1-75                     | Ferrari 066/7 1,6 V6T       | P     |
| 63          | George Russell   | Mercedes-AMG Petronas Formula One Team         | Mercedes-AMG F1 W13 E Performance | Mercedes-AMG F1 M13 1,6 V6T | P     |
| 77          | Valtteri Bottas  | Alfa Romeo F1 Team ORLEN                       | Alfa Romeo C42                    | Ferrari 066/7 1,6 V6T       | P     |
| 88          | Robert Kubica    | Alfa Romeo F1 Team ORLEN                       | Alfa Romeo C42                    | Ferrari 066/7 1,6 V6T       | P     |
| Źródło: FIA |                  |                                                |                                   |                             |       |

## Wyniki

### Zwycięzcy sesji treningowych
| Sesja       | Nr | Kierowca        | Konstruktor | Czas     | Okr. |
| ----------- | -- | --------------- | ----------- | -------- | ---- |
| 1           | 16 | Charles Leclerc | Ferrari     | 1:19,828 | 27   |
| 2           | 16 | Charles Leclerc | Ferrari     | 1:19,670 | 29   |
| 3           | 16 | Charles Leclerc | Ferrari     | 1:19,772 | 23   |
| Źródło: FIA |    |                 |             |          |      |

### Kwalifikacje
| P                    | Nr | Kierowca         | Konstruktor                  | Czasy w kwalifikacjach | Czasy w kwalifikacjach | Czasy w kwalifikacjach | Poz. s. |
| P                    | Nr | Kierowca         | Konstruktor                  | Q1                     | Q2                     | Q3                     | Poz. s. |
| -------------------- | -- | ---------------- | ---------------------------- | ---------------------- | ---------------------- | ---------------------- | ------- |
| 1                    | 16 | Charles Leclerc  | Ferrari                      | 1:19,861               | 1:19,969               | 1:18,750               | 1       |
| 2                    | 1  | Max Verstappen   | Red Bull Racing-RBPT         | 1:20,091               | 1:19,219               | 1:19,073               | 2       |
| 3                    | 55 | Carlos Sainz Jr. | Ferrari                      | 1:19,892               | 1:19,453               | 1:19,166               | 3       |
| 4                    | 63 | George Russell   | Mercedes                     | 1:20,218               | 1:19,470               | 1:19,393               | 4       |
| 5                    | 11 | Sergio Pérez     | Red Bull Racing-RBPT         | 1:20,447               | 1:19,830               | 1:19,420               | 5       |
| 6                    | 44 | Lewis Hamilton   | Mercedes                     | 1:20,252               | 1:19,794               | 1:19,512               | 6       |
| 7                    | 77 | Valtteri Bottas  | Alfa Romeo-Ferrari           | 1:20,355               | 1:20,053               | 1:19,608               | 7       |
| 8                    | 20 | Kevin Magnussen  | Haas-Ferrari                 | 1:20,227               | 1:19,810               | 1:19,682               | 8       |
| 9                    | 3  | Daniel Ricciardo | McLaren-Mercedes             | 1:20,549               | 1:20,287               | 1:20,297               | 9       |
| 10                   | 47 | Mick Schumacher  | Haas-Ferrari                 | 1:20,683               | 1:20,436               | 1:20,638               | 10      |
| 11                   | 4  | Lando Norris     | McLaren-Mercedes             | 1:20,838               | 1:20,471               |                        | 11      |
| 12                   | 31 | Esteban Ocon     | Alpine-Renault               | 1:20,880               | 1:20,638               |                        | 12      |
| 13                   | 22 | Yūki Tsunoda     | AlphaTauri-RBPT              | 1:20,707               | 1:20,639               |                        | 13      |
| 14                   | 10 | Pierre Gasly     | AlphaTauri-RBPT              | 1:20,719               | 1:20,861               |                        | 14      |
| 15                   | 24 | Zhou Guanyu      | Alfa Romeo-Ferrari           | 1:20,476               | 1:21,094               |                        | 15      |
| 16                   | 5  | Sebastian Vettel | Aston Martin Aramco-Mercedes | 1:20,954               |                        |                        | 16      |
| 17                   | 14 | Fernando Alonso  | Alpine-Renault               | 1:21,043               |                        |                        | 20      |
| 18                   | 18 | Lance Stroll     | Aston Martin Aramco-Mercedes | 1:21,418               |                        |                        | 17      |
| 19                   | 23 | Alexander Albon  | Williams-Mercedes            | 1:21,645               |                        |                        | 18      |
| 20                   | 6  | Nicholas Latifi  | Williams-Mercedes            | 1:21,915               |                        |                        | 19      |
| 107% czasu: 1:25,451 |    |                  |                              |                        |                        |                        |         |
| Źródło: FIA          |    |                  |                              |                        |                        |                        |         |

Uwagi
1. ↑  Fernando Alonso otrzymał karę cofnięcia na koniec stawki za wymianę elementów jednostki napędowej ponad regulaminowy limit[6].

### Wyścig
| P           | Nr | Kierowca         | Konstruktor                  | Okr. | Czas                | Start | +/–       | Punkty |
| ----------- | -- | ---------------- | ---------------------------- | ---- | ------------------- | ----- | --------- | ------ |
| 1           | 1  | Max Verstappen   | Red Bull Racing-RBPT         | 66   | 1:37:20,475         | 2     | 1         | 25     |
| 2           | 11 | Sergio Pérez     | Red Bull Racing-RBPT         | 66   | +13,072             | 5     | 3         | 18+1   |
| 3           | 63 | George Russell   | Mercedes                     | 66   | +32,927             | 4     | 1         | 15     |
| 4           | 55 | Carlos Sainz Jr. | Ferrari                      | 66   | +45,208             | 3     | 1         | 12     |
| 5           | 44 | Lewis Hamilton   | Mercedes                     | 66   | +54,534             | 6     | 1         | 10     |
| 6           | 77 | Valtteri Bottas  | Alfa Romeo-Ferrari           | 66   | +59,976             | 7     | 1         | 8      |
| 7           | 31 | Esteban Ocon     | Alpine-Renault               | 66   | +1:15,397           | 12    | 5         | 6      |
| 8           | 4  | Lando Norris     | McLaren-Mercedes             | 66   | +1:23,235           | 11    | 3         | 4      |
| 9           | 14 | Fernando Alonso  | Alpine-Renault               | 65   | +1 okrążenie        | 20    | 11        | 2      |
| 10          | 22 | Yūki Tsunoda     | AlphaTauri-RBPT              | 65   | +1 okrążenie        | 13    | 3         | 1      |
| 11          | 5  | Sebastian Vettel | Aston Martin Aramco-Mercedes | 65   | +1 okrążenie        | 16    | 5         |        |
| 12          | 3  | Daniel Ricciardo | McLaren-Mercedes             | 65   | +1 okrążenie        | 9     | 3         |        |
| 13          | 10 | Pierre Gasly     | AlphaTauri-RBPT              | 65   | +1 okrążenie        | 14    | 1         |        |
| 14          | 47 | Mick Schumacher  | Haas-Ferrari                 | 65   | +1 okrążenie        | 10    | 4         |        |
| 15          | 18 | Lance Stroll     | Aston Martin Aramco-Mercedes | 65   | +1 okrążenie        | 17    | 2         |        |
| 16          | 6  | Nicholas Latifi  | Williams-Mercedes            | 64   | +2 okrążenia        | 19    | 3         |        |
| 17          | 20 | Kevin Magnussen  | Haas-Ferrari                 | 64   | +2 okrążenia        | 8     | 9         |        |
| 18          | 23 | Alexander Albon  | Williams-Mercedes            | 64   | +2 okrążenia        | 18    | Bez zmian |        |
| NS          | 24 | Zhou Guanyu      | Alfa Romeo-Ferrari           | 28   | NU (jednostka mocy) | 15    |           |        |
| NS          | 16 | Charles Leclerc  | Ferrari                      | 27   | NU (jednostka mocy) | 1     |           |        |
| Źródło: FIA |    |                  |                              |      |                     |       |           |        |

Uwagi
1. ↑  Dodatkowy 1 punkt jest przyznawany kierowcy, który ustanowił najszybsze okrążenie w wyścigu, pod warunkiem, że ukończył wyścig w pierwszej 10.
2. ↑  Alexander Albon otrzymał karę 5 sekund doliczonych do uzyskanego czasu za przekroczenie limitów toru, ale nie wpłynęło to na jego pozycję końcową[9].

### Najszybsze okrążenie
| Nr          | Kierowca     | Konstruktor | Czas     | Okr. |
| ----------- | ------------ | ----------- | -------- | ---- |
| 11          | Sergio Pérez | Red Bull    | 1:24,108 | 55   |
| Źródło: FIA |              |             |          |      |

### Prowadzenie w wyścigu
| Nr                              | Kierowca        | Konstruktor | Okrążenia    | Suma |
| ------------------------------- | --------------- | ----------- | ------------ | ---- |
| 16                              | Charles Leclerc | Ferrari     | 1–26         | 26   |
| 63                              | George Russell  | Mercedes    | 27–30        | 4    |
| 11                              | Sergio Pérez    | Red Bull    | 31–37, 45–48 | 11   |
| 1                               | Max Verstappen  | Red Bull    | 38–44, 49–66 | 25   |
| \| Wykres \| \| ------ \| \| \| |                 |             |              |      |
| Źródło: FIA                     |                 |             |              |      |
| Wykres                          |                 |             |              |      |
|                                 |                 |             |              |      |

## Klasyfikacja po wyścigu

### Kierowcy
Źródło: FIA
| P  | +/− | Kierowca         | Starty | Punkty | P1 | P2 | P3 | PP | NO | NS |
| -- | --- | ---------------- | ------ | ------ | -- | -- | -- | -- | -- | -- |
| 1  | +1  | Max Verstappen   | 6      | 110    | 4  | –  | –  | 1  | 2  | 1  |
| 2  | −1  | Charles Leclerc  | 6      | 104    | 2  | 2  | –  | 4  | 3  | 1  |
| 3  | 0   | Sergio Pérez     | 6      | 85     | –  | 3  | –  | 1  | 1  | –  |
| 4  | 0   | George Russell   | 6      | 74     | –  | –  | 2  | –  | –  | –  |
| 5  | 0   | Carlos Sainz Jr. | 6      | 65     | –  | 1  | 2  | –  | –  | 2  |
| 6  | 0   | Lewis Hamilton   | 6      | 46     | –  | –  | 1  | –  | –  | –  |
| 7  | 0   | Lando Norris     | 6      | 39     | –  | –  | 1  | –  | –  | 1  |
| 8  | 0   | Valtteri Bottas  | 6      | 38     | –  | –  | –  | –  | –  | 1  |
| 9  | 0   | Esteban Ocon     | 6      | 30     | –  | –  | –  | –  | –  | –  |
| 10 | 0   | Kevin Magnussen  | 6      | 15     | –  | –  | –  | –  | –  | –  |
| 11 | 0   | Daniel Ricciardo | 6      | 11     | –  | –  | –  | –  | –  | 1  |
| 12 | 0   | Yūki Tsunoda     | 6      | 11     | –  | –  | –  | –  | –  | 1  |
| 13 | 0   | Pierre Gasly     | 6      | 6      | –  | –  | –  | –  | –  | 2  |
| 14 | 0   | Sebastian Vettel | 4      | 4      | –  | –  | –  | –  | –  | 1  |
| 15 | +1  | Fernando Alonso  | 6      | 4      | –  | –  | –  | –  | –  | 2  |
| 16 | −1  | Alexander Albon  | 6      | 3      | –  | –  | –  | –  | –  | –  |
| 17 | 0   | Lance Stroll     | 6      | 2      | –  | –  | –  | –  | –  | –  |
| 18 | 0   | Zhou Guanyu      | 6      | 1      | –  | –  | –  | –  | –  | 2  |
| 19 | 0   | Mick Schumacher  | 6      | 0      | –  | –  | –  | –  | –  | 1  |
| 20 | 0   | Nico Hülkenberg  | 2      | 0      | –  | –  | –  | –  | –  | –  |
| 21 | 0   | Nicholas Latifi  | 6      | 0      | –  | –  | –  | –  | –  | 1  |
| P  | +/− | Kierowca         | Starty | Punkty | P1 | P2 | P3 | PP | NO | NS |

### Konstruktorzy
Źródło: FIA
| P  | +/− | Konstruktor                  | Starty | Punkty | P1 | P2 | P3 | PP | NO | NS |
| -- | --- | ---------------------------- | ------ | ------ | -- | -- | -- | -- | -- | -- |
| 1  | +1  | Red Bull Racing-RBPT         | 12     | 195    | 4  | 3  | –  | 2  | 3  | 1  |
| 2  | −1  | Ferrari                      | 12     | 169    | 2  | 3  | 2  | 4  | 3  | 3  |
| 3  | 0   | Mercedes                     | 12     | 120    | –  | –  | 3  | –  | –  | –  |
| 4  | 0   | McLaren-Mercedes             | 12     | 50     | –  | –  | 1  | –  | –  | 2  |
| 5  | 0   | Alfa Romeo Racing-Ferrari    | 12     | 39     | –  | –  | –  | –  | –  | 3  |
| 6  | 0   | Alpine-Renault               | 12     | 34     | –  | –  | –  | –  | –  | 2  |
| 7  | 0   | Scuderia AlphaTauri-RBPT     | 12     | 17     | –  | –  | –  | –  | –  | 3  |
| 8  | 0   | Haas-Ferrari                 | 12     | 15     | –  | –  | –  | –  | –  | 1  |
| 9  | 0   | Aston Martin Aramco-Mercedes | 12     | 6      | –  | –  | –  | –  | –  | 1  |
| 10 | 0   | Williams-Mercedes            | 12     | 3      | –  | –  | –  | –  | –  | 1  |
| P  | +/− | Konstruktor                  | Starty | Punkty | P1 | P2 | P3 | PP | NO | NS |